# Bryan Alexis Ruiz
Bryan Alexis Ruíz Vera (10 de febrero de 1995 (30 años), Los Ríos, Ecuador) es un futbolista ecuatoriano. Juega de centrocampista y su equipo actual es el Rocafuerte FC de la Segunda Categoría de Ecuador.

## Trayectoria

### Inicios
Bryan Ruíz, se formó en las inferiores del Club Segundo Hoyos Jácome de la provincia de los Ríos, y por su gran capacidad futbolística paso a la Universidad San Francisco de Quito destacándose como un centrocampista de mucha técnica dentro del medio campo, con marca y creación de juego, marcando cuatro tantos en su faceta en categorías inferiores.

### Club Sport Emelec
Inició su carrera profesional en el Emelec, jugó solo dos juegos en el 2012. Fue luego contratado por el Club Sport Emelec, equipo con el cual quedó Campeón de la Serie A de Ecuador en los años 2013 y 2014.
Con el Club Sport Emelec, Ruíz tuvo mucha más continuidad gracias al entrenador Omar De Felippe, jugando como juvenil 20 juegos en la temporada del 2015. Es así, que Bryan Ruíz se convirtió juntos a sus compañeros en campeones de la Serie A de Ecuador en el 2013.
Tuvo muchas más oportunidades de demostrar su talento como titular en la temporada del 2015 con el Club Sport Emelec. El demostró ser una pieza fundamental para el equipo de Omar De Felippe,  para poder ganar el campeonato de la temporada 2015.

## Selección nacional

### Selección nacional sub-20
Bryan Ruíz fue convocado para ser parte de la selección de fútbol de Ecuador en la categoría sub-20 para disputar el torneo Campeonato Sudamericano de Fútbol Sub-20 de 2015, del cual fue titular como volante mixto, anotando un tantos, siendo exponente fundamental para dejar en alto el nombre del Ecuador en canchas internacionales.
El 2014 significó para Bryan Ruíz el año de su consagración. Fue el juvenil indiscutible en las reservas de Emelec y fue llamado por primera vez a una selección nacional.  Bryan vive un momento ‘dulce’ en su carrera deportiva que no piensa desaprovechar. La titularidad en el Sudamericano significa una responsabilidad, pero no se amilana. Ya sabe lo que es jugar en el extranjero.
Fue convocado por primera vez al 'combinado mayor' el para un partido amistoso contra la Selección de fútbol de España, el 14 de agosto de 2013. También constó en la lista por la selección sub-17 por un buen rendimiento en el campeonato local, convirtió 2 goles a Brasil y uno al equipo de Argentina.Fue integrante de la selección ecuatoriana que disputó la Copa Mundial Sub-17 de la FIFA en la que convirtió dos goles ayudando a que Ecuador clasifique hasta octavos de final. Fue convocado para la Selección ecuatoriana de fútbol sub-20.Comandada por Sixto Vizuete, teniendo buenas actuaciones en una copa Cotif jugada en España, donde ecuador quedó en cuarto lugar.
| Torneo              | Sede    | Resultado        |
| ------------------- | ------- | ---------------- |
| Sudamericano Sub-17 | Ecuador | Cuarto Lugar     |
| Sudamericano Sub-20 | Uruguay | Cuarto Lugar     |
| Copa Mundial        | México  | Octavos de Final |

## Clubes
| Club          | País    | Año             | Part | Goles | Asistencias |
| ------------- | ------- | --------------- | ---- | ----- | ----------- |
| Emelec        | Ecuador | 2012 - 2017     | 6    | ?     | ?           |
| Rocafuerte FC | Ecuador | 2017 - Presente | 17   | 13    | 4           |

## Palmarés

### Campeonatos nacionales
| Título             | Club   | País    | Año  |
| ------------------ | ------ | ------- | ---- |
| Serie A de Ecuador | Emelec | Ecuador | 2015 |

### Distinciones individuales
| Distinción                                              | Club   | País    | Año  |
| ------------------------------------------------------- | ------ | ------- | ---- |
| Mejor Jugador Juvenil Campeonato de Reservas de Ecuador | Emelec | Ecuador | 2014 |
| Mejor Jugador Juvenil Serie A                           | Emelec | Ecuador | 2015 |